# Stephen Kearin
Stephen Christopher Kearin (24 dicembre 1962) è un doppiatore e attore statunitense.
Insieme a Gerri Lawlor, è stato il co-creatore del Simlish utilizzato in The Sims. 
È sposato con l'attrice Jo McGinley.

## Filmografia parziale
- The Sims (2000) - voce
- Kung Fu Panda (2008) - voce
- Madagascar 2 (2008) - voce
- Kung Fu Panda 2 (2011) - voce
- Milo su Marte (2011) - voce
- Madagascar 3 - Ricercati in Europa (2012) - voce
- I pinguini di Madagascar (2014) - voce
- Kung Fu Panda 3 (2016) - voce